# Dante López
Dante Rafael López Farina (Asunción, 16 agosto 1983) è un ex calciatore paraguaiano, di ruolo attaccante.
Possiede il passaporto spagnolo.

## Carriera
Nella stagione 2005-2006 lasciò il Genoa durante i play-off di Serie C per raggiungere la Nazionale impegnata ai Mondiali di Germania 2006, dove giocò anche uno spezzone di partita nella seconda partita del girone. Nella successiva permanenza al Crotone ricevette la convocazione da parte della Nazionale per la Copa América 2007. Dopo l'esperienza italiana decise tornare in Paraguay e giocare per il Libertad.

## Statistiche

### Cronologia presenze e reti in nazionale
| Cronologia completa delle presenze e delle reti in nazionale ― Paraguay | Cronologia completa delle presenze e delle reti in nazionale ― Paraguay | Cronologia completa delle presenze e delle reti in nazionale ― Paraguay | Cronologia completa delle presenze e delle reti in nazionale ― Paraguay | Cronologia completa delle presenze e delle reti in nazionale ― Paraguay | Cronologia completa delle presenze e delle reti in nazionale ― Paraguay | Cronologia completa delle presenze e delle reti in nazionale ― Paraguay | Cronologia completa delle presenze e delle reti in nazionale ― Paraguay |
| Data                                                                    | Città                                                                   | In casa                                                                 | Risultato                                                               | Ospiti                                                                  | Competizione                                                            | Reti                                                                    | Note                                                                    |
| ----------------------------------------------------------------------- | ----------------------------------------------------------------------- | ----------------------------------------------------------------------- | ----------------------------------------------------------------------- | ----------------------------------------------------------------------- | ----------------------------------------------------------------------- | ----------------------------------------------------------------------- | ----------------------------------------------------------------------- |
| 2-4-2003                                                                | Tegucigalpa                                                             | Honduras                                                                | 1 – 1                                                                   | Paraguay                                                                | Amichevole                                                              | -                                                                       | 81’                                                                     |
| 30-4-2003                                                               | Lima                                                                    | Perù                                                                    | 0 – 1                                                                   | Paraguay                                                                | Amichevole                                                              | -                                                                       | 68’                                                                     |
| 11-6-2003                                                               | Saitama                                                                 | Giappone                                                                | 0 – 0                                                                   | Paraguay                                                                | Amichevole                                                              | -                                                                       | 85’                                                                     |
| 11-7-2004                                                               | Arequipa                                                                | Paraguay                                                                | 1 – 1                                                                   | Cile                                                                    | Coppa America 2004 - 1º turno                                           | -                                                                       | 67’                                                                     |
| 11-10-2005                                                              | Asuncion                                                                | Paraguay                                                                | 0 – 1                                                                   | Colombia                                                                | Qual. Mondiali 2006                                                     | -                                                                       | 63’                                                                     |
| 11-11-2005                                                              | Teheran                                                                 | Paraguay                                                                | 4 – 2                                                                   | Togo                                                                    | Amichevole                                                              | 2                                                                       | 42’ 90’                                                                 |
| 15-6-2006                                                               | Berlino                                                                 | Svezia                                                                  | 1 – 0                                                                   | Paraguay                                                                | Mondiali 2006 - 1º turno                                                | -                                                                       | 63’                                                                     |
| 22-6-2007                                                               | Vienna                                                                  | Austria                                                                 | 0 – 0                                                                   | Paraguay                                                                | Amichevole                                                              | -                                                                       | 83’                                                                     |
| 5-6-2007                                                                | Città del Messico                                                       | Messico                                                                 | 0 – 1                                                                   | Paraguay                                                                | Amichevole                                                              | -                                                                       | 71’                                                                     |
| 20-6-2007                                                               | Santa Cruz de la Sierra                                                 | Bolivia                                                                 | 0 – 0                                                                   | Paraguay                                                                | Amichevole                                                              | -                                                                       | 70’                                                                     |
| 28-6-2007                                                               | Maracaibo                                                               | Paraguay                                                                | 5 – 0                                                                   | Colombia                                                                | Coppa America 2007 - 1º turno                                           | -                                                                       | 83’                                                                     |
| 5-7-2007                                                                | Cabudare                                                                | Argentina                                                               | 1 – 0                                                                   | Paraguay                                                                | Coppa America 2007 - 1º turno                                           | -                                                                       | 58’                                                                     |
| 22-8-2007                                                               | Ciudad del Este                                                         | Paraguay                                                                | 1 – 1                                                                   | Venezuela                                                               | Amichevole                                                              | -                                                                       | 75’                                                                     |
| 8-9-2007                                                                | Ciudad Guayana                                                          | Venezuela                                                               | 3 – 2                                                                   | Paraguay                                                                | Amichevole                                                              | -                                                                       | 70’                                                                     |
| 12-9-2007                                                               | Bogotá                                                                  | Colombia                                                                | 1 – 0                                                                   | Paraguay                                                                | Amichevole                                                              | -                                                                       | 88’                                                                     |
| 6-2-2008                                                                | San Pedro Sula                                                          | Honduras                                                                | 2 – 0                                                                   | Paraguay                                                                | Amichevole                                                              | -                                                                       | 55’                                                                     |
| 22-5-2008                                                               | Yokohama                                                                | Costa d'Avorio                                                          | 1 – 1                                                                   | Paraguay                                                                | Amichevole                                                              | -                                                                       | 84’                                                                     |
| 27-5-2008                                                               | Saitama                                                                 | Giappone                                                                | 0 – 0                                                                   | Paraguay                                                                | Amichevole                                                              | -                                                                       | 66’                                                                     |
| 31-5-2008                                                               | Tolosa                                                                  | Francia                                                                 | 0 – 0                                                                   | Paraguay                                                                | Amichevole                                                              | -                                                                       | 69’                                                                     |
| 6-9-2008                                                                | Buenos Aires                                                            | Argentina                                                               | 1 – 1                                                                   | Paraguay                                                                | Qual. Mondiali 2010                                                     | -                                                                       | 71’                                                                     |
| 9-9-2008                                                                | Asuncion                                                                | Paraguay                                                                | 2 – 0                                                                   | Venezuela                                                               | Qual. Mondiali 2010                                                     | -                                                                       | 63’                                                                     |
| 11-2-2009                                                               | Lima                                                                    | Perù                                                                    | 0 – 1                                                                   | Paraguay                                                                | Amichevole                                                              | -                                                                       | 61’                                                                     |
| 10-6-2009                                                               | Recife                                                                  | Brasile                                                                 | 2 – 1                                                                   | Paraguay                                                                | Qual. Mondiali 2010                                                     | -                                                                       | 70’                                                                     |
| 13-11-2009                                                              | Rouen                                                                   | Paraguay                                                                | 0 – 2                                                                   | Qatar                                                                   | Amichevole                                                              | -                                                                       | 66’                                                                     |
| 18-11-2009                                                              | Heerenveen                                                              | Paesi Bassi                                                             | 0 – 0                                                                   | Paraguay                                                                | Amichevole                                                              | -                                                                       | 81’                                                                     |
| 2-9-2011                                                                | Panama                                                                  | Panama                                                                  | 0 – 2                                                                   | Paraguay                                                                | Amichevole                                                              | -                                                                       | 74’                                                                     |
| 6-9-2011                                                                | San Pedro Sula                                                          | Honduras                                                                | 0 – 3                                                                   | Paraguay                                                                | Amichevole                                                              | -                                                                       | 61’                                                                     |
| 7-6-2013                                                                | Asuncion                                                                | Paraguay                                                                | 1 – 2                                                                   | Cile                                                                    | Qual. Mondiali 2014                                                     | -                                                                       | 59’                                                                     |
| Totale                                                                  |                                                                         | Presenze                                                                | 28                                                                      |                                                                         | Reti                                                                    | 2                                                                       |                                                                         |

## Palmarès

### Club

#### Competizioni nazionali
- Campionato paraguaiano di calcio: 1

Libertad: Apertura 2008
- Campionato messicano di calcio: 2

Pumas: Clausura 2009, Clausura 2011

### Individuale
- Capocannoniere del campionato paraguaiano: 1

2005